# Glossadelphus congolensis
Glossadelphus congolensis är en bladmossart som beskrevs av Brotherus och Potier de la Varde 1926. Glossadelphus congolensis ingår i släktet Glossadelphus och familjen Hypnaceae. Inga underarter finns listade i Catalogue of Life.